# Slimane Raho
Slimane Raho (Orano, 20 ottobre 1975) è un allenatore di calcio ed ex calciatore algerino, di ruolo difensore, tecnico in seconda del TP Mazembe.

## Carriera

### Club
Ha giocato in patria con MC Oran, JS Kabylie ed ES Sétif.
Ha chiuso la carriera nelle serie minori francesi con l'Olympique Noisy-le-Sec.

### Nazionale
Ha giocato 48 partite con la nazionale algerina tra il 1998 e il 2010, senza mai segnare. Ha preso parte a tre edizioni della Coppa delle Nazioni Africane: nel 2002, 2004 e nel 2010. 